# Juan de Echevarría
Juan de Echevarría, bask. Juan Etxebarria Zurikaldai (ur. 14 kwietnia 1875 w Bilbao, zm. 8 czerwca 1931 w Madrycie) – hiszpański malarz pochodzący z Kraju Basków, przedstawiciel fowizmu.

## Życiorys
Był synem Federica de Echevarría i Felipy Zuricalday. Ojciec zajmował się przemysłem i w tym kierunku edukował syna. Echevarría studiował w Eton College w Anglii i na Hochschule Mittweida w Niemczech. Po skończonych studiach inżynierskich powrócił do Bilbao i przez krótki okres pracował jako inżynier w rodzinnych zakładach. Krótko po śmierci matki wyjechał do Paryża, gdzie w 1911 r. wystawił pięć płócien, którymi zachwycał się Guillaume Apollinaire. W Paryżu poznał artystów takich jak Edgar Degas, Édouard Vuillard i Pablo Picasso, studiował również dzieła Gauguina.
Ożenił się z Enriquetą Normand i zamieszkał w Madrycie. W 1916 r. zorganizował swoją pierwszą wystawę w madryckim centrum kultury Ateneo. Brał udział w różnych wystawach m.in. w Bilbao i Madrycie. W 1930 r. wyjechał do miejscowości Hendaye we Francji na znak solidarności z przebywającym na wygnaniu przyjacielem Miguelem de Unamuno. Powrócił do Madrytu gdzie zmarł w 1931 roku.

## Styl
Dzięki wystawom, które zorganizowano w Madrycie po jego śmierci (w latach 1949, 1955, 1961 i 1965), można było oglądać przejawiający się w jego pracach szczególny fowizm inspirowany Gauguinem. Interesował się tematyką cygańską, chętnie malował martwe natury, pejzaże (w większości Bilbao lub Madrytu, m.in. Paseo de la Castellana) oraz kobiece akty m.in. Mestiza desnuda. Namalował również wiele portretów osobistości ze świata kultury i sztuki, takich jak Miguel de Unamuno, Azorín, Pío Baroja, Juan Ramón Jiménez i innych.

## Dzieła malarskie
| Martwe natury, pejzaże i akty - Homenaje a Gauguin - Coro de gitanos, 1909 - Gitana con niña, 1913 - Gitana de Granada, 1913 - Mestiza desunda, 1914 - Madre gitana con su hijo,1914 - La del Albaicín - Gitanas rusas - Gitana con dos niñas - Florero, libros, estampas y peras verdes, 1925 - Florero con margaritas, 1915 - Bodegón con cántaro, recipiente, libros y limones, 1909 - Naturaleza muerta con estatuas y libro amarillo, 1909 - Naturaleza inerte - Florero - Paisaje de Hendaya - Merienda vasca en Ondárroa - El paria castellano, 1917 - Guethary - Ávila y Puente de Ondárroa |  | Portrety - Beatriz Oyarzábal - Azorín - Juan Ramón Jiménez en postura sedente, 1918 - Valle-Inclán sentado, 1920 - Valle-Inclán de pie - Pío Baroja sentado - Pío Baroja con libro en las manos - Pío Baroja en busto - Salaverría - Ramiro de Maeztu - Miguel de Unamuno sedente - Miguel de Unamuno de pie, 1930 - Paco Durrio |